# Lhota u Lysic
Lhota u Lysic é uma comuna checa localizada na região de Morávia do Sul, distrito de Blansko.